# ألكسندر إف. آي. فوربس
ألكسندر إف. آي. فوربس (بالإنجليزية: Alexander F. I. Forbes)‏ هو مهندس معماري وعالم فلك جنوب أفريقي، ولد في 13 أبريل 1871 في Aberdeenshire (historic) ‏ في المملكة المتحدة، وتوفي في 15 مايو 1959 في كيب تاون في جنوب أفريقيا.